# Ба-Сасандра
Ба-Сасандра е един от 19-те региона на Кот д'Ивоар. Разположен е в югозападната част на страната и граничи на запад с Либерия. Има широк излаз на Атлантическия океан. Площта му е 25 800 км², а населението е 2 037 628 души (2010). Столицата на Ба-Сасандра е град Сан Педро.
Регионът е разделена на четири департамента – Сан Педро, Сасандра, Субре и Табу.